# مجموعة الدول الخمس الصغيرة
مجموعة الدول الخمس الصغيرة أو S-5 هي مجموعة من خمس دول أعضاء صغيرة في الأمم المتحدة تعمل على تحسين أساليب عمل مجلس الأمن. هدفها الرئيسي هو زيادة الشفافية والمساءلة والوصول لغير الأعضاء.

## الأعضاء
تتكون المجموعة من خمس دول صغيرة:
- كوستاريكا
- الأردن
- ليختنشتاين
- سنغافورة
- سويسرا

## خلفية
منذ أوائل التسعينيات، كانت أساليب عمل مجلس الأمن مصدر قلق للأعضاء في الأمم المتحدة. مع زيادة النزاعات بعد انهيار الاتحاد السوفيتي، ازداد عبء العمل على المجلس: في عام 1988، اتخذ المجلس 20 قرارًا، بينما اتخذ في عام 1993 93 قرارًا. بصفته الفاعل الرئيسي في العالم لتعزيز وصون السلم والأمن الدوليين والجهاز الرئيسي للأمم المتحدة، انتقل المجلس إلى مركز الاهتمام بانتقاد لاذع وشكوك حول فعاليته. مع زيادة عبء العمل وزيادة الاهتمام من قبل وسائل الإعلام الدولية، تم عقد العديد من الاجتماعات بطريقة خاصة ومغلقة.
بدأ أعضاء الأمم المتحدة الأوسع نطاقا في أن يصبحوا أكثر صراحة بشأن ممارسات وإجراءات المجلس، حيث كانوا منزعجين بشكل خاص بشأن الشفافية والمشاركة والمساءلة والكفاءة.  

## التاريخ
بتشجيع من توصيات نتائج القمة العالمية  بدأت خمس دول أعضاء صغيرة في الأمم المتحدة، عُرفت فيما بعد باسم مجموعة الدول الخمس الصغيرة، العمل معًا في أواخر عام 2005، بهدف تحسين أساليب عمل مجلس الأمن. كان هدفهم الرئيسي هو زيادة مشاركة الدول غير الأعضاء في مجلس الأمن في عمله، وتعزيز مساءلته أمام بقية الأمم المتحدة، وزيادة شفافية عمله. 
في آذار / مارس 2006، وزعت مجموعة الدول الخمس الصغيرة مشروع قرار  مع الاقتراحات الرئيسية التالية:
- تحسين العلاقة بين الجمعية العامة ومجلس الأمن
- مشاورات منتظمة وفي الوقت المناسب بين أعضاء المجلس وغير الأعضاء
- مناقشات تفاعلية غير رسمية بشأن التقرير السنوي لمجلس الأمن مع أعضاء الجمعية العامة
- القيود المفروضة على حق النقض في حالات الإبادة الجماعية والجرائم ضد الإنسانية والانتهاكات الجسيمة للقانون الدولي الإنساني
- تفاعل أفضل بين المجلس والبلدان المساهمة بقوات
- تكامل أفضل وأكثر فعالية لأعضاء المجلس الجدد

لأسباب استراتيجية، لم يطرح القرار للتصويت على الإطلاق. ومع ذلك، في عام 2006، اعتمد مجلس الأمن المذكرة الرئاسية S/2006/507، التي استلهمت إلى حد كبير نداءات مجموعة الدول الخمس الصغيرة وتضمنت عددا من التدابير الرامية إلى تحسين أساليب عمل المجلس. ومع ذلك، لم تصبح المذكرة جزءًا من إجراءات التشغيل الموحدة لمجلس الأمن.